# Finde die Wahrheit
Finde die Wahrheit ist ein Lied der deutschen Hard-Rock-Band Böhse Onkelz. Der Song ist die einzige Singleauskopplung ihres zehnten Studioalbums Hier sind die Onkelz und wurde am 25. Oktober 1995 veröffentlicht.

## Inhalt und Hintergrund
Das Lied ist sehr gesellschaftskritisch und prangert das Verhalten vieler Menschen an, die oft Dinge nicht mehr hinterfragen und nur noch konsumorientiert oder desinteressiert leben. Textlich ist u. a. von der „Gier nach Geld“, „verlorenen Seelen“, „korrupten Bullen“ und „Schulen voller Idioten“ die Rede. Der Hörer solle aufwachen und keine Angst haben, selbst nach der Wahrheit zu suchen.
Stephan Weidner äußerte sich zum Lied wie folgt:

„Wenn ich mir das Trauerspiel in unseren Straßen, in meinem Fall in Frankfurt, ansehe, bekomme ich jedes Mal das Kotzen. Jeder prügelt auf jeden ein und jeder sucht die Schuld im anderen. Von wirklicher Rebellion ist nichts mehr zu spüren. Die einen sind angepasst, domestiziert und total konsumorientiert, den anderen ist alles scheißegal. […] Ich denke, dass wir uns alle zu oft an den falschen Werten orientieren, uns vom Schein, von Äußerlichkeiten blenden lassen, und nicht nach einer tieferen Wahrheit suchen, was natürlich die Auseinandersetzung mit seinem Selbst bedeuten würde. Das, vor dem wir alle am meisten Schiss haben.“

## Produktion
Der Text des Liedes wurde von Stephan Weidner, dem Kopf und Bassisten der Band, geschrieben. Auch die Produktion übernahm Weidner gemeinsam mit dem Gitarristen der Onkelz, Matthias Röhr.

## Single

### Covergestaltung
Das Singlecover zeigt einen Ausschnitt aus dem Albumcover von Hier sind die Onkelz. Darauf ist der Oberkörper eines Jungen zu sehen, der ein gestreiftes Hemd trägt. Links im Bild befindet sich, von unten nach oben geschrieben, der weiße Böhse-Onkelz-Schriftzug auf schwarzem Grund.

### Titelliste
Neben dem Titelsong beinhaltet die Single auch die beiden Bonustracks Benutz’ mich und Weiss. Ersteres erschien später ebenfalls auf der Kompilation Gestern war heute noch morgen.
1. Finde die Wahrheit – 4:03
2. Benutz’ mich – 3:40
3. Weiss – 4:42

Finde die Wahrheit konnte sich nicht in den Charts von Deutschland, Österreich oder der Schweiz platzieren.